# Bernadeta Pánčiová
Bernadeta Pánčiová, vlastním jménem Aurélia-Štefánia Pánčiová (12. června 1924, Mužla – 30. března 2015) byla slovenská řeholnice z Kongregace Milosrdných sester svatého Vincence de Paul, zakladatelka hnutí Rodina Neposkvrněné.
V roce 1940 vstoupila do kongregace vincentek-satmárek jako kandidátka, absolvovala Učitelkou akademii v Bratislavě a několik let úspěšně učila. Ještě jako kandidátka utrpěla ve škole v tělocviku úraz a musela se podrobit náročné operaci. Tím začaly její zdravotní problémy. 
Po roce 1950 musela jako ostatní řeholní sestry školství opustit.
Rok byla v internačním táboře v Rožňavě, potom byla spolu s ostatními sestrami vyvezena do Varnsdorfu. Zde ji provinciální představená jmenovala magistrou novicek, tuto službu zastávala až do roku 1989. V roce 1958 se vrátila na Slovensko a pracovala jako účetní v charitním domově v Dolním Smokovci. V roce 1973 se vrátila do Ružomberka. Vzhledem k narůstajícím zdravotním problémům se musela několikrát podrobit těžkým operacím.
Na svatodušní svátky v roce 1975 založila hnutí Rodina Neposkvrněné – skupina nemocných tehdy reagovala na výzvu papeže Pavla VI., aby se celý svět zapálil evangelizací lásky. Na tento úmysl se začali denně modlit růženec. Z modliteb vytvořili duchovní kytici, kterou jako vánoční dárek odeslali do Vatikánu. Toto hnutí se začalo rychle šířit a v roce 1991 bylo oficiálně schváleno papežem Janem Pavlem druhým.
I když byla sama tělesně postižena, pomáhala nemocným zabezpečovat jejich potřeby a pomůcky, organizovala pro ně duchovní cvičení, které sama vedla. V roce 1991 se z její iniciativy uskutečnila první slovenská vlaková pouť nemocných do Lurd.
V roce 1991 se stala nositelem Řádu Tomáše Garrigue Masaryka IV. třídy.